# Augustyn Karau
Augustyn Leopold Karau, Kahrau (ur. 24 września 1824 w Młynarach, zm. 1 stycznia 1907 we Fromborku), niemiecki duchowny katolicki, wieloletni proboszcz parafii św. Jakuba w Olsztynie, kanonik rzeczywisty kapituły warmińskiej.

## Życiorys
Był nieślubnym dzieckiem wdowy po leśniku Magdaleny Koralli z domu Karau, ochrzczony został 4 października 1824 w Błudowie. W latach 1836–1845 uczęszczał do gimnazjum w Braniewie i tamże w 1845 zdał maturę. Studiował następnie w braniewskim Seminarium Duchownym. 6 sierpnia 1848 otrzymał tonsurę i cztery niższe święcenia, 22 lipca 1849 święcenia subdiakonatu, 29 lipca tegoż roku diakonatu, a 1 sierpnia 1849 — święcenia kapłańskie. Na pierwszą placówkę skierowany został do Drangowskich koło Tylży, gdzie był wikariuszem. W czerwcu 1850 przeszedł do pracy w charakterze wikariusza w Olsztynie. 
24 czerwca 1854 mianowany został proboszczem w Gryźlinach koło Olsztyna; był jednocześnie nauczycielem religii w gimnazjum w pobliskim Olsztynku. 30 czerwca 1865 objął funkcję proboszcza parafii św. Jakuba i dziekana w Olsztynie. Rychło przystąpił do koniecznego remontu kościoła parafialnego (po II wojnie światowej, wraz z przeniesieniem stolicy diecezji do Olsztyna, świątynia zyskała status konkatedry, potem bazyliki mniejszej). Proboszcz Karau zadbał również o dokończenie budowy Szpitala Mariackiego.
W okresie Kulturkampfu kilkakrotnie naraził się władzom pruskim. W październiku 1877 został postawiony przed sądem za zorganizowanie łosiery do Klewek, ale nie otrzymał żadnej kary. W listopadzie i grudniu tegoż roku był sądzony za pełnienie posługi duszpasterskiej w wakujących podolsztyńskich parafiach w Klewkach i Jonkowie, a we wrześniu 1878 — za wygłoszenie uznanego za antypaństwowe kazania w Gietrzwałdzie i prowadzenie III Zakonu św. Franciszka.
Mimo wymienionych wyżej konfliktów z władzami pruskimi otrzymał kilka odznaczeń państwowych, w tym Order Czerwonego Orła IV klasy. W październiku 1889 został kanonikiem honorowym kapituły warmińskiej we Fromborku (instalowany 17 października 1889). 4 stycznia 1897, z nominacji króla Prus, otrzymał godność kanonika rzeczywistego tejże kapituły; prowizję papieską otrzymał 10 lutego, 6 kwietnia złożył uroczyste wyznanie wiary i dwa dni później został instalowany. Pełnił obowiązki prefekta leprozorium we Fromborku. Od listopada 1897 był także radcą diecezjalnym. 
Jednym z jego wikariuszy był ksiądz Feliks Szrajber, zasłużony polski działacz narodowy na Warmii. Posługę proboszcza i dziekana w Olsztynie Karau pełnił przez 32 lata, do 1897; porównywalny okres funkcję proboszcza pełnił sto lat później ksiądz Tadeusz Borkowski (1969-1997). Karau otrzymał honorowe obywatelstwo Olsztyna, a od sierpnia 1905 nosił tytuł seniora duchowieństwa warmińskiego. 